# Мусіївка (Бердичівський район)
Мусі́ївка — село в Україні, у Ружинській селищній громаді Бердичівського району Житомирської області. Населення становить 348 осіб (2001).

## Географія
Селом протікає струмок Безіменний. На північ від села розташований орнітологічний заказник «Мусієвка».

## Історія
У 1923—59 роках — адміністративний центр Мусіївської сільської ради.

## Відомі люди
- Даценко Леонід Миколайович — український письменник, громадсько-політичний діяч.
- Мужук Леонід Петрович — український кінематографіст.
- Паламарчук Леонід Сидорович — український науковець-мовознавець, лексиколог, лексикограф, доктор філологічних наук. Автор «Словника специфічної лексики говірки с. Мусіївки».
- Христич Надія Іванівна — українська поетеса.